# خارزار (مشهد)
خارزار، روستایی است از توابع بخش رضویه شهرستان مشهد در استان خراسان رضوی ایران.

## جمعیت
این روستا در دهستان پایین ولایت  قرار داشته و براساس سرشماری سال ۱۳۸۵جمعیت آن  ۲۳۳نفر (۵۱خانوار) بوده‌است. اب وهوای این روستا گرم خشک است شغل مردم ان بیشتر دامداری است تاکشاورزی. بیشتر مردم ان سنی مذهب اند 